# Ібіс строкатошиїй
Ібіс строкатошиїй (Bostrychia rara) — вид пеліканоподібних птахів родини ібісових (Threskiornithidae).

## Поширення
Вид поширений в Західній і Центральній Африці від Ліберії до Уганди. Трапляється в лісистих болотах або лісистих ділянках біля струмків.

## Опис
Птах завдовжки 47 см. Розмах крил становить 27-29 см, а дзьоб — 11-13 см. Оперення темно-коричневе або сірувате з характерними синюватими або зеленуватими металевими плямами на крилах. Шия і груди покриті світлішими плямами, що дають видову назву. Він має ділянку без пір'я на обличчі синього кольору. Ноги та дзьоб чорнуватого кольору.

## Спосіб життя
Мешкає у густих лісах. Харчується жуками, личинками, равликами та черв'яками, яких шукає у болоті. Годується поодинці, парами або невеликими групами. Цей ібіс може розмножуватися в будь-який час року, хоча парування, переважно, збігається з сезоном дощів, а рідше — із посушливим сезоном. Гнізда розташовані на деревах на висоті 1-6 м над землею або над водою. Гніздо має вигляд платформи у формі кошика і розташоване на декількох гілках, які його підтримують. У кладці два яйця. Інкубація триває близько 20 днів, а пташенята будуть незалежними через 40 днів після вилуплення.